# Frédéric Goupil-Fesquet
Pour les articles homonymes, voir Goupil.
Frédéric Goupil-Fesquet, né le 8 novembre 1817 à Paris et mort le 15 septembre 1881 à Sèvres, est un peintre et graveur français.

## Biographie
Antoine Frédéric Auguste Goupil est le fils de Thomas Laurent Goupil et d'Honorine Zoé Fesquet.
Il expose au Salon de 1839 à 1842.
En 1839, avec Horace Vernet, il visite l'Égypte et prend les premières photographies des pyramides avec l'appareil inventé par Louis Daguerre,. Les vues prises sont travaillées en gravure et publiées entre 1841 et 1843 dans l'album Excursions daguerriennes.
En 1853, il épouse à Marseille Thérèse Sforzosi.
Il meurt à son domicile à l'âge de 63 ans.

## Œuvres exposées aux Salons parisiens
- Scène militaire. Départ pour la promenade des chevaux, au Salon de 1839
- Jeune Fille à une fontaine, au Salon de 1839, étude
- Retraite de la Massoure, au Salon de 1839, dessin
- Femmes syriennes à une fontaine, au Salon de 1841
- La Poste dans le désert, au Salon de 1841
- Route du Caire à Bir-el-Abd, dans le désert (Égypte), au Salon de 1841
- Jeune Odalisque abyssinienne, au Salon de 1841
- Portrait du Soliman-Pacha, au Salon de 1842

## Publication
- Voyage d’Horace Vernet en Orient, Paris, Challamel, 1843, 227 p. (Lire en ligne)[7].

## Galerie

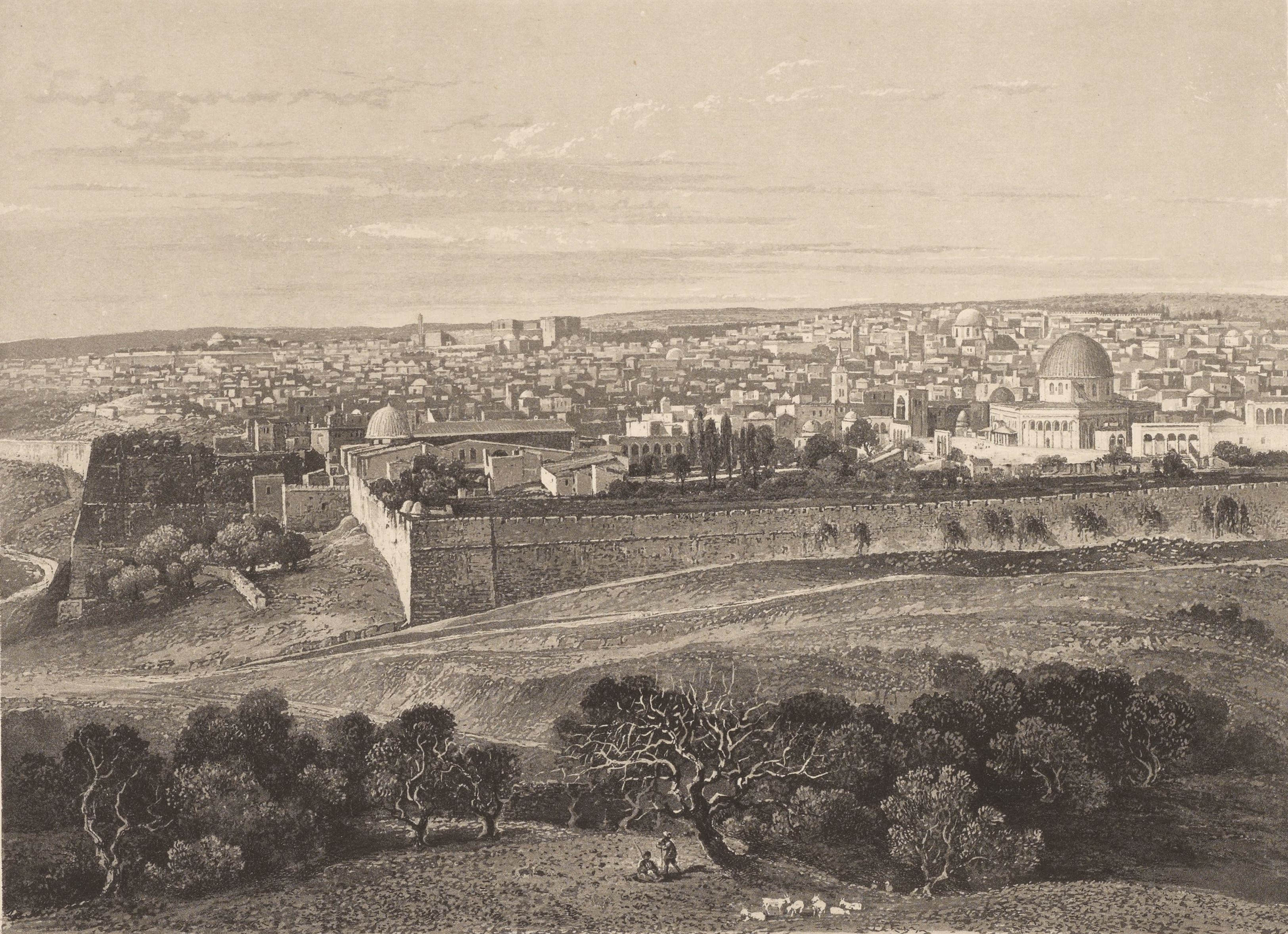
Vue de Jérusalem, gravure de Friedrich Salathé dans Excursions daguerriennes d'après un daguerréotype de Frédéric Goupil-Fesquet pris en décembre 1839.
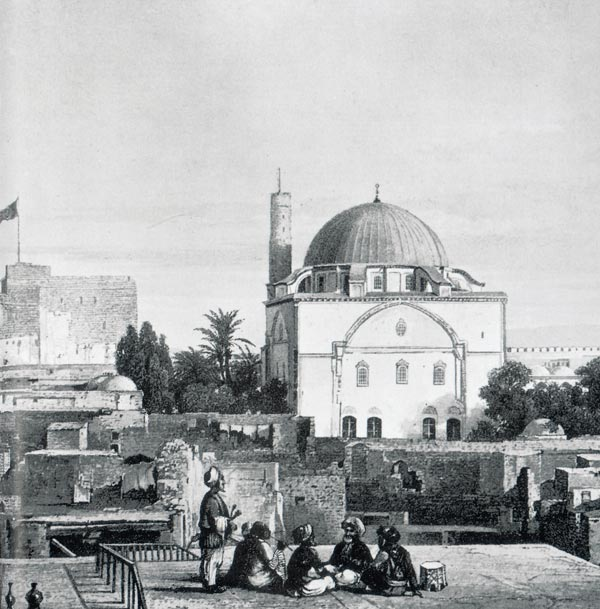
Vue d'Acre.
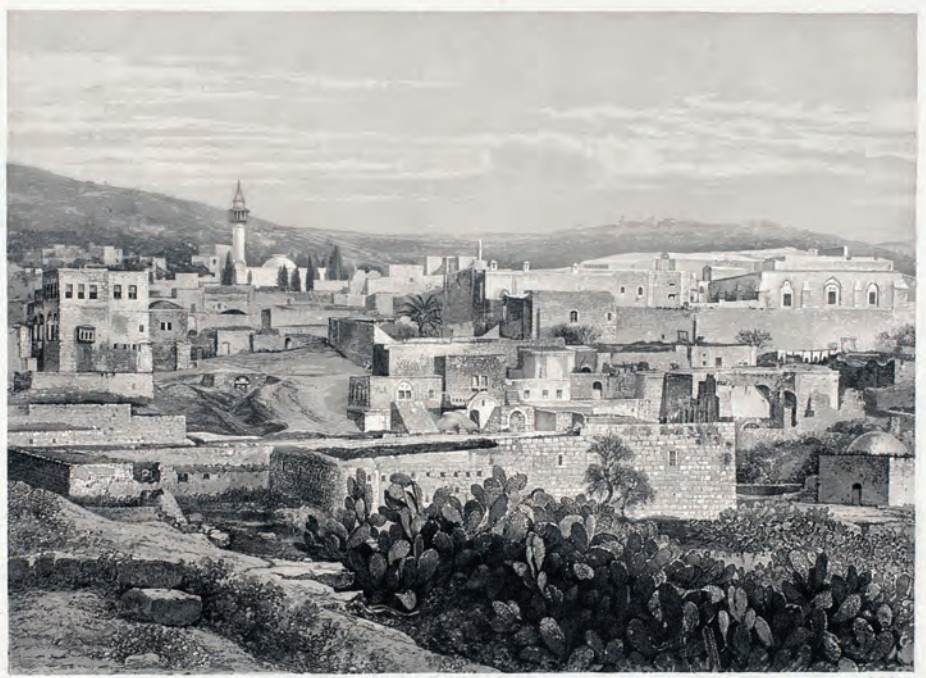
Vue de Nazareth.